# Gobierno Regional de Antofagasta
El Gobierno Regional de Antofagasta es un órgano con personalidad jurídica de derecho público y patrimonio propio, que tiene a su cargo la administración superior de la Región de Antofagasta, y cuya finalidad es el desarrollo social, cultural y económico de ésta. Tiene su sede en la capital regional, la ciudad de Antofagasta.
Es administrado por el Gobernador Regional y el Consejo Regional.

## Gobernador regional de Antofagasta
Dentro de las facultades que le corresponden al Gobernador, es ser el órgano ejecutivo del gobierno regional, correspondiéndole presidir el consejo regional y ejercer las funciones y atribuciones que la ley orgánica constitucional determine, en coordinación con los demás órganos y servicios públicos creados para el cumplimiento de la función administrativa. Asimismo, le corresponde la coordinación, supervigilancia o fiscalización de los servicios públicos que dependan o se relacionen con el gobierno regional, sin embargo su figura no es un representante del presidente de la República en la región, para tal representación la ley 20.990 creó el cargo de Delegado Presidencial Regional de Antofagasta.
Desde el 14 de julio de 2021 el gobernador regional es Ricardo Díaz Cortés (Ind.) luego de ser electo en las elecciones de 2021 y reelecto en las Elecciones regionales de 2024.

## Consejo regional de Antofagasta
El Consejo Regional o CORE Antofagasta es un órgano de carácter normativo, resolutivo y fiscalizador, dentro del ámbito propio de competencia del gobierno regional, encargado de hacer efectiva la participación de la ciudadanía regional y ejercer las atribuciones que la ley orgánica constitucional respectiva le encomienda.
Actualmente está integrado por 16 consejeros regionales elegidos por sufragio universal en votación directa, de cada una de las 3 provincias de la región (8 por Antofagasta; 5 por El Loa; y 3 por Tocopilla), duran 4 años en sus cargos y pueden ser reelegidos hasta por dos periodos. 

### Listado de consejeros regionales
El consejo regional está compuesto, para el periodo 2025-2029, por:
| Provincia   | Consejero                    | Partido | Partido   | Periodo                      |
| ----------- | ---------------------------- | ------- | --------- | ---------------------------- |
| Antofagasta | Alejandro Cifuentes Mancilla |         | PRCh      | Desde el 6 de enero de 2025  |
| Antofagasta | Duzanka Flores Rojas         |         | PSC       | Desde el 6 de enero de 2025  |
| Antofagasta | Andrea Merino Díaz           |         | PS        | Desde el 6 de enero de 2025  |
| Antofagasta | Paula Celis Sierralta        |         | PDG       | Desde el 11 de marzo de 2022 |
| Antofagasta | Gonzalo Santolaya Goicovic   |         | UDI       | Desde el 6 de enero de 2025  |
| Antofagasta | Paula Orellana Uribe         |         | FA        | Desde el 11 de marzo de 2022 |
| Antofagasta | Yasna Meneses González       |         | PRCh      | Desde el 6 de enero de 2025  |
| Antofagasta | Victor Guzmán Rojas          |         | PC        | Desde el 11 de marzo de 2022 |
| El Loa      | Sandra Berna Martínez        |         | PDC       | Desde el 11 de marzo de 2018 |
| El Loa      | Emilio Mavrakis Assad        |         | PRCh      | Desde el 6 de enero de 2025  |
| El Loa      | Jorge Berna Mendoza          |         | PDG       | Desde el 6 de enero de 2025  |
| El Loa      | Dinka López Durán            |         | FREVS     | Desde el 6 de enero de 2025  |
| El Loa      | Luis Payero Cruz             |         | PS        | Desde el 6 de enero de 2025  |
| Tocopilla   | Humberto Fuentes Lagos       |         | Ind-FREVS | Desde el 6 de enero de 2025  |
| Tocopilla   | Gustavo Carrasco Ortiz       |         | PPD       | Desde el 11 de marzo de 2022 |
| Tocopilla   | Patricio Tapia Julio         |         | PDC       | Desde el 11 de enero de 2025 |